# Vilhelm Munk Nielsen
Vilhelm Lund Munk Nielsen (født 30. december 1955) er en tidligere dansk fodboldspiller, som spillede for Odense Boldklub fra 1977 til 1985. Han spillede 239 kampe for klubben, og scorede 102 mål .
Oprindeligt fra landsbyen Langtved på Østfyn i det nuværende Nyborg kommune, og spillede for Langtved SGIF.Efter OB spillede han en årrække i OKS, inden han vendte tilbage til Langtved, hvor han blev spillende træner for 1.holdet, der dengang i begyndelsen af 1990'erne var i den fynske Serie 1. Han spillede fem kampe for det danske fodboldlandshold .